# Stazione di Bologna Arcoveggio
La stazione di Bologna Arcoveggio (o semplicemente Stazione Arcoveggio) è stata un importante scalo merci ferroviario della città di Bologna.
Nonostante sia indicata con il termine "stazione", in realtà, si tratta di un fascio di binari di pertinenza della stazione di Bologna Centrale, di cui costituisce il cosiddetto Piazzale Arcoveggio. In origine, questo fascio era collegato ai binari di corsa della stazione di Bologna Centrale, mentre ora è raggiungibile solamente percorrendo la linea ferroviaria di cintura di Bologna.
Tale località non è impiegata nei servizi ferroviari regolari, ma viene saltuariamente utilizzata in caso di interruzioni programmate della circolazione sulle linee del nodo ferroviario di Bologna. Ad esempio, nel 2025 è stata usata come capolinea provvisorio, al posto di Bologna Centrale, a causa dei lavori sul ponte sul Navile.

## Storia
Fino agli anni 1980, la stazione era utilizzata come scalo merci. In particolare, vi arrivavano via ferrovia le derrate destinate al vicino Mercato Ortofrutticolo di Bologna, situato, all'epoca, in via Fioravanti, ovvero immediatamente a est. La stazione era inoltre raggiunta da treni di auto.
A inizio anni 2010, si ipotizzò di allestire una nuova linea del servizio ferroviario suburbano di Bologna, la SFM 6, da Bologna Centrale a Bologna Fiere. In tale ipotesi, la stazione di Arcoveggio sarebbe stata riattivata al traffico passeggeri e ribattezzata Nuova Sede Comunale. Il progetto fu in seguito abbandonato: il collegamento ferroviario diretto tra Arcoveggio e Centrale non fu mai ripristinato, mentre l'ipotesi di un collegamento diretto su rotaia tra Bologna Centrale e il distretto fieristico, seguendo un diverso istradamento, confluì nel progetto della linea 1 della futura rete tranviaria di Bologna.

## Strutture e impianti
Al 2021 il fascio binari di Arcoveggio è un impianto telecomandato con 4 binari centralizzati.
A nord è collegata con la linea ferroviaria di cintura di Bologna, attraverso il Bivio Beverara (in direzione Milano, Verona, Venezia) e il Bivio Arcoveggio (in direzione Rimini, Prato).
In passato, erano presenti binari che proseguivano oltre la stazione in direzione sud, superando via Carracci con un passaggio a livello poi soppresso e innestandosi nel fascio binari della stazione di Bologna Centrale.

## Movimento
La stazione non è utilizzata da treni ordinari. È saltuariamente interessata da treni viaggiatori in occasione di guasti o eventi di manutenzione programmata che rendono temporaneamente indisponibili i binari di accesso alla stazione di Bologna Centrale.
Dalla sera del 08 agosto 2021 al 19 agosto 2021 per consentire i lavori di impermeabilizzazione del ponte ferroviario su via Zanardi, è stata interrotta la circolazione nel tratto di linea Castelmaggiore - Bologna Centrale (linea Padova - Bologna). Per questo motivo, tutti i treni regionali e regionali veloci percorrenti la linea Padova - Bologna con origine o termine corsa a Bologna Centrale hanno effettuato servizio viaggiatori in questa località di servizio, percorrendo il tratto Castelmaggiore - Bologna Centrale (Piazzale Arcoveggio) via cintura (Nodo di Bologna).